# 長岡京ワラビ採り殺人事件
長岡京ワラビ採り殺人事件（ながおかきょうワラビとりさつじんじけん）とは、1979年（昭和54年）5月23日に京都府長岡京市の山中で主婦2名が殺害された事件。
「長岡京主婦二人殺害事件」とも呼ばれる。有力な情報も得られないまま捜査は難航し、1994年（平成6年）5月24日に公訴時効が成立した。

## 事件の概要
1979年（昭和54年）5月23日、長岡京市内にあるスーパーマーケットでパートをしていた主婦2人が、仕事終了後、近くの山の竹林にワラビ採りに行ったまま消息不明となり、2日後の25日、山頂付近で遺体となって発見された。
直接の死因は主婦A（当時43歳）が絞殺、主婦B（当時32歳）が刺殺。2人のリュックには、それぞれ空の弁当箱、採ったワラビ、財布が入ったままであった。検死の結果、死亡時刻はどちらも正午過ぎから午後2時半頃までと判明。
どちらも金を奪われた形跡はなかったが、主婦Aの衣服のポケットから、
| 「 | オワレている たすけて下さい この男の人わるい人 | 」 |

と鉛筆で走り書きをした勤務先のスーパーのレシート（日付は事件当日より2日前）が発見されたが、どちらの荷物にも衣服のポケットにもこの鉛筆がなかった。後日の捜索で、殺害現場から少し離れたところで芯の先端だけが見つかっているが、鉛筆そのものは見つからなかった。
主婦Aは全身30箇所以上も殴打され、肋骨が折れて、肝臓が破裂しており、体内からは犯人のものと思われる体液が検出された。主婦Bは全身50箇所以上も殴打され、包丁が体に突き刺さったままだった。なお警視庁の鑑定結果によると、犯人の血液型はO型と判明している。
犯行現場は、殺された主婦たちのように、ピクニックがてら山菜採りに地元の人が訪れているようなところだったが、犯行発生前から木や竹が生い茂り、昼間でも薄暗いところが多く、レイプ事件も発生していた。遺留品は主婦Bの遺体に突き刺さっていた包丁1本のみで指紋は検出されず、販売ルートも解明されずじまいだった。そして、有力な手がかりも得られないまま、1994年（平成6年）5月24日に公訴時効が成立した。

### 容疑者
- 長岡京市内に住む少年Aが、犯行時間内に駆け足で下山していたとの目撃証言があり重要参考人となるも、実際には犯行当日は一日中別の場所にいたことが判明した。彼が空手を習っていて、よく山にサイクリングにきていることを知っている人物からの目撃情報だった。
- 主婦たちが殺害される1週間前に、入山していた主婦に声をかけた中年男性がおり、似顔絵も製作されたが身元は判明しなかった。
- 地元の不良グループに属する2名の建設作業員を重要参考人として任意で事情聴取を行った[2]。2人が昼過ぎに現場付近にいた目撃情報があり、事件翌日から仕事に精を出すなど不審な点があった。また、1人は空手の経験があった。

## もう一つの事件
事件から約5年後、同市で主婦Cが首や背中をメッタ刺しにされた上、布団に包まれた状態で火を点けられて殺害されるという残忍な事件が発生した。第二の殺人事件の警察記者会見では、最初の殺人事件と主婦Cとの関係はまったく言及されず、ただ残った血液型がO型で右足の第二指が突出していることが判明している。この事件も同様に未解決となっている。